# Aurélien Capoue

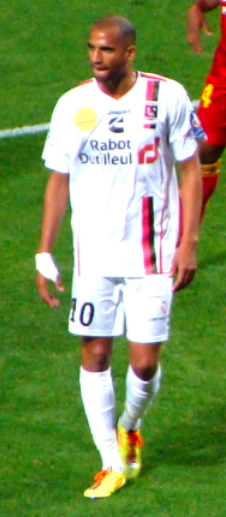
Aurélien Caoue

Aurélien Capoue (Niort, 28 februari 1982) is een Guadeloups voormalig voetballer die als laatst speelde voor US Boulogne en het Guadeloups voetbalelftal. Hij bezit ook een Frans paspoort. Zijn jongere broer, Étienne Capoue, speelt bij het Engelse Watford.

## Carrière
Hij begon zijn carrière in 2001 bij Vendée Fontenay Foot, en maakt in 2003 de overstap naar SO Romorantin waar hij zijn beste seizoen speelde, met 33 wedstrijden en 5 goals. 
In 2004 ging hij naar FC Nantes.
| seizoen | club                 | land      | competitie                       | wed. | goals |
| ------- | -------------------- | --------- | -------------------------------- | ---- | ----- |
| 2001/02 | Vendée Fontenay Foot | Frankrijk | Championnat de France Amateurs 2 | ?    | ?     |
| 2002/03 | Vendée Fontenay Foot | Frankrijk | Championnat de France Amateurs 2 | ?    | ?     |
| 2003/04 | SO Romorantin        | Frankrijk | Championnat National             | 33   | 5     |
| 2004/05 | FC Nantes            | Frankrijk | Ligue 1                          | 18   | 0     |
| 2005/06 | FC Nantes            | Frankrijk | Ligue 1                          | 20   | 3     |
| 2006/07 | FC Nantes            | Frankrijk | Ligue 1                          | 10   | 0     |
| 2007/08 | FC Nantes            | Frankrijk | Ligue 2                          | 26   | 1     |
| 2008/09 | FC Nantes            | Frankrijk | Ligue 1                          | 23   | 2     |
| 2009/10 | FC Nantes            | Frankrijk | Ligue 2                          | 1    | 0     |
| 2009/10 | → AJ Auxerre         | Frankrijk | Ligue 1                          | 21   | 0     |
| 2010/11 | FC Nantes            | Frankrijk | Ligue 2                          | 18   | 1     |
| 2011/12 | US Boulogne          | Frankrijk | Ligue 2                          | 24   | 2     |
| Totaal  | Totaal               | Totaal    | Totaal                           | 194  | 14    |